# Logan Lerman
Logan Wade Lerman (n. 19 ianuarie 1992) este un actor american, cunoscut pentru rolurile sale din filmele The Perks of Being a Wallflower, 3:10 to Yuma, The Number 23, Meet Bill, Gamer, My One and Only, Noah si Fury. A mai jucat în serialul Jack & Bobby (2004-2005), în The Butterfly Effect (2004) , în Hoot (2006) și în multe alte filme.

## Biografie
Logan Lerman s-a născut în Beverly Hills, California. Mama sa, Lisa (născută Goldman) lucrează ca manager pentru Lerman. Tatăl său, Larry Lerman, este un om de afaceri. Strămoșii săi erau imigranți evrei din Polonia și Rusia. Lerman a studiat la New York University.

## Cariera
Logan Lerman joacă în rolul lui Percy Jackson în filmul Percy Jackson & the Olympians: The Lightning Thief, bazată pe cartea omonimă de Rick Riordan. Mai joacă același rol în filmul Percy Jackson: Marea Monștrilor care a apărut în anul 2013 pe data de 23 august. Privind asemănările dintre personaj și Harry Potter, Lerman spune într-un interviu: „Sincer, caracterul meu nu are multe în comun cu Harry Potter”.
El îl interpretează pe Charlie, personajul principal din The perks of being a Wallflower, un băiat retras din anii '90 care scrie scrisori prietenului său care se sinucise înainte să înceapă liceul. Charlie îi confesează prietenului său despre liceu, prieteni și viața periculoasă de adolescent.

## Filmografie
| Filme       | Filme                                         | Filme                   |
| Anul        | Filmul                                        | Rolul                   |
| ----------- | --------------------------------------------- | ----------------------- |
| 2000        | What Women Want                               | Tanarul Nick Marshall   |
| 2000        | The Patriot                                   | William Martin          |
| 2000        | Cursă de mașini cu baieții                    | Jason, 8 ani            |
| 2004        | Zbor de Fluture                               | Evan Treborn, 7 ani     |
| 2006        | Hoot                                          | Roy Eberhardt           |
| 2007        | Numărul 23                                    | Robin Sparrow           |
| 2007        | 3:10 to Yuma                                  | William Evans           |
| 2008        | Meet Bill                                     | "The Kid"               |
| 2009        | Gamer                                         | Simon Silverton         |
| 2009        | My One and Only                               | George Hamilton, 15 ani |
| 2010        | Percy Jackson și Olimpienii: Hoțul Fulgerelor | Percy Jackson           |
| 2011        | The Three Musketeers                          | D'Artagnan              |
| 2012        | "The Perks of Being a Wallflower"             | Charlie, 20 ani         |
| 2013        | Percy Jackson: Marea Monștrilor               | Percy Jackson           |
| 2013        | Stuck in Love                                 | Lou                     |
| 2014        | Noah                                          | Ham                     |
| 2014        | Fury                                          | Norman Ellison          |
| 2016        | Indignation                                   | Marcus Messner          |
| 2017        | Sidney Hall                                   | Sidney Hall             |
| Televiziune |                                               |                         |
| Anul        | Titlul                                        | Rolul                   |
| 2003        | O casă pictată                                | Luke Chandler           |
| 2003        | 10-8: Officers on Duty                        | Bobby Justo             |
| 2003        | The Flannerys                                 |                         |
| 2004-2005   | Jack & Bobby                                  | Bobby McCallister       |

## Legături externe
- Logan Lerman la Internet Movie Database
- Monkeynuts1069's channel pe YouTube
- Logan Lerman pe Twitter